# Eberhard Ferber
Eberhard Ferber (* 1463 in der Hansestadt Danzig; † 5. März 1529 in Dirschau, Polnisch-Preußen) war Bürgermeister von Danzig von 1510 bis 1521 und Starost von Dirschau.

## Leben

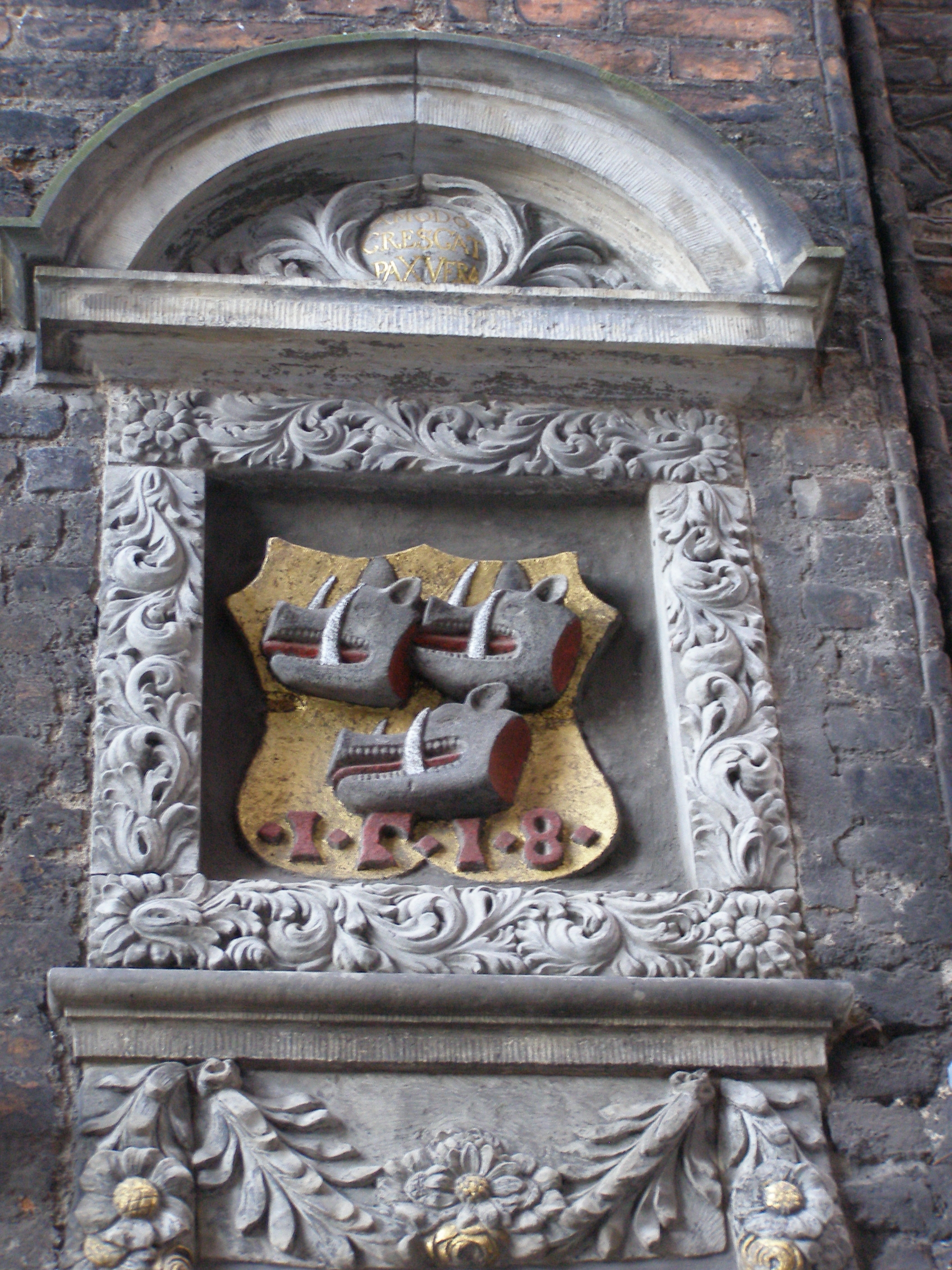
Wappen der Familie Ferber von 1518 am Ferberportal des Pastorats der Marienkirche Danzig

Eberhard Ferber war ein Sohn von Johann Ferber, der Danziger Bürgermeister war, und ein Bruder von Mauritius, dem späteren Bischof von Ermland.
Seit 1481 war Ferber im Dienst bei Herzog Magnus von Mecklenburg, wo er eine höfische Erziehung erhielt. 1486 nahm er an einem Kriegszug der Hanse gegen Flandern teil.
1494 wurde Eberhard Ferber Schöffe in Danzig. 1496 begleitete er Herzog Bogislaw X. von Pommern in das Heilige Land zusammen mit anderen Danziger Patriziern und wurde dort zum Ritter geschlagen.
Seit 1502 war Eberhard Ferber Hauptmann des Gebiets Putzig. 1506 wurde er Ratmann in Danzig und nahm seitdem an mehreren preußischen Landtagen und an Hansetagen teil.
1510 wurde Ferber zum Bürgermeister von Danzig gewählt. Zu dieser Zeit besaß er ein erhebliches Vermögen und ein gutes Ansehen durch seine beherzte und entschlossene Art in Verhandlungen. 1515 ließ er sich von König Sigismund I. von Polen die besonderen Privilegien der Stadt Danzig bestätigen und erhielt die Starostei Dirschau. Anschließend weilte er auf dem Fürstentag in Pressburg.
In den folgenden Jahren sank sein Ansehen durch finanzielle Auseinandersetzungen und seinen autoritären Amtsstil. Es kam zu Unruhen in der Stadt und Widerstand der meisten Ratsherren. 1522 wurde Ferber als Bürgermeister abgesetzt und aus der Stadt vertrieben.
1526 setzte ihn König Sigismund nach der Niederschlagung des Aufruhrs wieder in sein Amt ein, Ferber trat jedoch kurz danach zurück und zog sich in die Starostei Dirschau zurück.

## Ehen und Nachkommen
Eberhard Ferber war dreimal verheiratet und hatte 16 Kinder
- Johann Ferber (1496–1530), Domdechant in Frauenburg und polnisch-königlicher Sekretär
- Georg Ferber († 1552), Kaufmann und Bürger in Danzig
- Constantin Ferber (1520–1588), Bürgermeister von Danzig, einziger Sohn mit Nachkommen

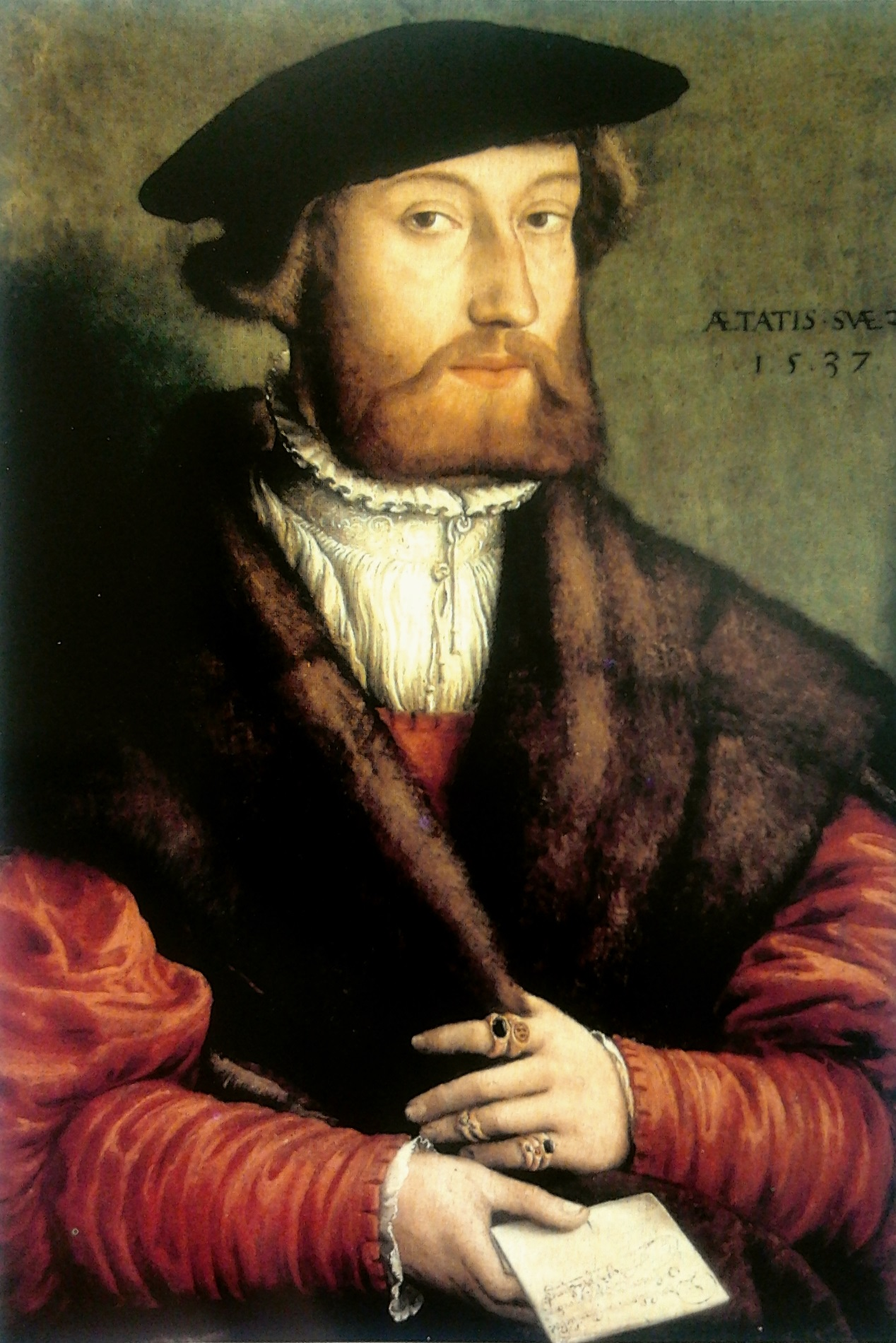
Georg Ferber
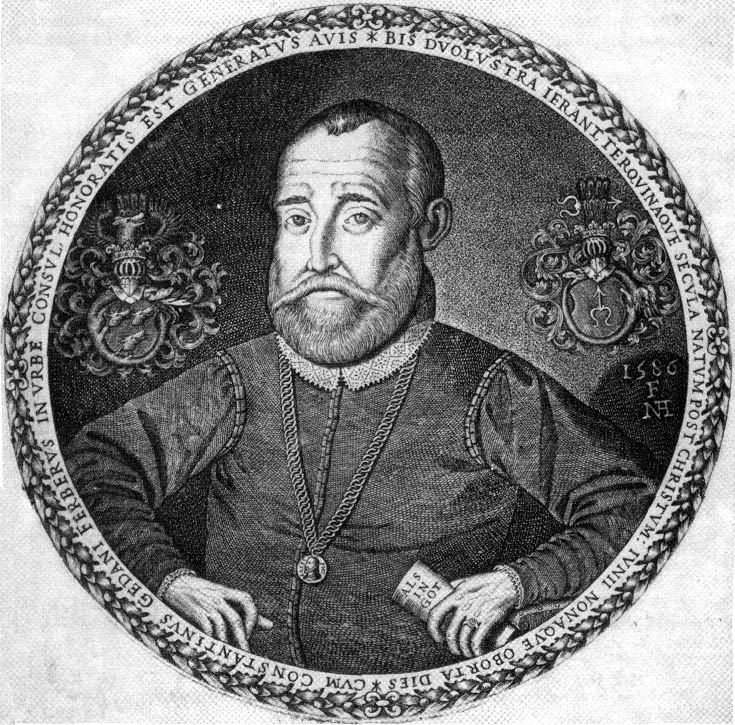
Constantin Ferber